# Liste over Vivaldis værker
Liste over Antonio Vivaldis værker. For nummereringen af Vivaldis værker benyttes oftest Ryom-Verzeichnis eller forkortet RV, som blev lavet af Peter Ryom, men også opusnummerering forekommer.

## Værker med opusnummer
Følgende information er en liste over kompositioner af Antonio Vivaldi, som blev publiceret i hans levetid og som blev anført med opusnummer.
- Opus 1, tolv sonater for to violiner og generalbas. (1705)
- Opus 2, tolv sonater for violin og generalbas. (1709)
- Opus 3, L'estro Armonico (Harmonic inspiration), tolv koncerter for ulige kombinationer. De mest kendte koncerterne er nr. 6 i a-mol for violin, nr. 8 i a-mol for to violiner og nr 10 i h-mol for fire violiner. (1711)
- Opus 4, La stravaganza (Den ekstraordinære), tolv violinkoncerter. (ca. 1714)
- Opus 5 (andre del af Opus 2), fire sonater for violin og to sonater for to violiner og generalbas. (1716)
- Opus 6, seks violinkoncerter. (1716–21)
- Opus 7, tolv koncerter, to for obo og 10 for violin. (1716–1717)
- Opus 8, Il cimento dell'armonia e dell'inventione (Konkurrencen mellem harmoni og nyskabelse), tolv violinkoncerter inkluderer De fire årstider [Le quattro stagioni], som er de fire første koncerter. (1723)
- Opus 9, La cetra (The lyre), tolv violinkoncerter og en for to violiner. (1727)
- Opus 10, seks fløjtekoncerter. (ca. 1728)
- Opus 11, fem violinkoncerter, en obokoncert, den anden i e-mol, RV 277, med navnet "Il favorito". (1729)
- Opus 12, fem violinkoncerter og en uden solo. (1729)
- Opus 13, Il pastor fido (The Faithful Shepherd), seks sonater for musette, viela, fløjte, blokfløjte, obo eller violin, og generalbas. Opus 13 er egentlig skrevet af den franske komponist Nicolas Chédeville, men blev fejlagtigt tilskrevet Vivaldi. Chédeville havde også planer om at skrive og udgive "Vivaldis Opus 14", men gennemførte det aldrig. (1737)

## Koncerter

### 44 koncerter for strygere og generalbas
- RV 109 Koncert C-dur
- RV 110 Koncert C-dur
- RV 111 Koncert C-dur – relateret til Symfonien for operaen "Il Giustino" RV 717.
- RV 113 Koncert C-dur
- RV 114 Koncert C-dur
- RV 115 Koncert C-dur – "Ripieno".
- RV 117 Koncert C-dur – relateret til serenaden "La sena festeggiante" RV 693.
- RV 118 Koncert c-mol
- RV 119 Koncert c-mol
- RV 120 Koncert c-mol
- RV 121 Koncert D-dur
- RV 123 Koncert D-dur
- RV 124 Koncert D-dur
- RV 126 Koncert D-dur
- RV 127 Koncert d-mol
- RV 128 Koncert d-mol
- RV 129 Koncert d-mol – "Madrigalesco".
- RV 133 Koncert e-mol – Af tvilvsom ægthed.
- RV 134 Koncert e-mol
- RV 136 Koncert F-dur
- RV 138 Koncert F-dur
- RV 139 Koncert F-dur – relateret til RV 543.
- RV 141 Koncert F-dur
- RV 142 Koncert F-dur
- RV 143 Koncert f-mol
- RV 144 Koncert G-dur – "Introduktion" af G. Tartini.
- RV 145 Koncert G-dur
- RV 150 Koncert G-dur
- RV 151 Koncert G-dur – "Alla rustica"
- RV 152 Koncert g-mol – "Ripieno"
- RV 153 Koncert g-mol
- RV 154 Koncert g-mol
- RV 155 Koncert g-mol
- RV 156 Koncert g-mol
- RV 157 Koncert g-mol
- RV 158 Koncert A-dur – "Ripieno"
- RV 159 Koncert A-dur
- RV 160 Koncert A-dur
- RV 161 Koncert a-mol
- RV 163 Koncert B-dur – "Conca"
- RV 164 Koncert B-dur
- RV 165 Koncert B-dur
- RV 166 Koncert B-dur
- RV 167 Koncert B-dur

### 39 koncerter for fagot, strygere og generalbas
- RV 466 Koncert C-dur
- RV 467 Koncert C-dur
- RV 468 Koncert C-dur – ufuldendt; kun sats 1 & 2
- RV 469 Koncert C-dur
- RV 470 Koncert C-dur – relateret til RV 447 og RV 448.
- RV 471 Koncert C-dur – relateret til RV 450.
- RV 472 Koncert C-dur
- RV 473 Koncert C-dur
- RV 474 Koncert C-dur
- RV 475 Koncert C-dur
- RV 476 Koncert C-dur
- RV 477 Koncert C-dur
- RV 478 Koncert C-dur
- RV 479 Koncert C-dur
- RV 480 Koncert c-mol
- RV 481 Koncert d-mol – relateret til RV 406.
- RV 482 Koncert d-mol – ufuldendt; bare sats 1
- RV 483 Koncert Es-dur
- RV 484 Koncert e-mol – relateret til RV 432
- RV 485 Koncert F-dur – relateret til RV 457.
- RV 486 Koncert F-dur
- RV 487 Koncert F-dur
- RV 488 Koncert F-dur
- RV 489 Koncert F-dur – mærket "IV" ca. 1737
- RV 490 Koncert F-dur – mærket "I" ca. 1737
- RV 491 Koncert F-dur
- RV 492 Koncert G-dur
- RV 493 Koncert G-dur
- RV 494 Koncert G-dur – mærket "II" ca. 1737
- RV 495 Koncert g-mol
- RV 496 Koncert g-mol – dedikeret til markisen Wenzel (Vaclav) af Marzin.
- RV 497 Koncert a-mol
- RV 498 Koncert a-mol – mærket "VI" ca. 1737
- RV 499 Koncert a-mol
- RV 500 Koncert a-mol
- RV 501 Koncert B-dur – "La notte". (Deler navn med RV 439 og RV 104, men må ikke forveksles med disse.)
- RV 502 Koncert B-dur – dedikeret til Gioseppino Biancardi
- RV 503 Koncert B-dur – mærket "III" ca. 1737
- RV 504 Koncert B-dur – mærket "V" ca. 1737

### 26 koncerter for cello, strygere og generalbas
- RV 398 Koncert C-dur
- RV 399 Koncert C-dur
- RV 400 Koncert C-dur
- RV 401 Koncert c-mol
- RV 402 Koncert c-mol
- RV 403 Koncert D-dur
- RV 404 Koncert D-dur
- RV 405 Koncert d-mol
- RV 406 Koncert d-mol – relateret til RV 481.
- RV 407 Koncert d-mol
- RV 408 Koncert Es-dur
- RV 410 Koncert F-dur
- RV 411 Koncert F-dur
- RV 412 Koncert F-dur
- RV 413 Koncert G-dur
- RV 414 Koncert G-dur
- RV 415 Koncert G-dur – af tvivlsom ægthed
- RV 416 Koncert g-mol
- RV 417 Koncert g-mol
- RV 418 Koncert a-mol
- RV 419 Koncert a-mol
- RV 420 Koncert a-mol
- RV 421 Koncert a-mol
- RV 422 Koncert a-mol
- RV 423 Koncert B-dur
- RV 424 Koncert h-mol

### Koncert for cello, fagot, strygere og generalbas
- RV 409 Koncert e-mol

### Koncert for 2 celloer, strygere og generalbas
- RV 531 Koncert g-mol

### To koncerter for 2 klarinetter, 2 oboer, strygere og generalbas
- RV 559 Koncert C-dur
- RV 560 Koncert C-dur

### Tre koncerter for flautino, strygere og generalbas
- RV 443 Koncert C-dur
- RV 444 Koncert C-dur
- RV 445 Koncert a-mol

### 15 koncerter for fløjte, strygere og generalbas
- RV 426 Koncert D-dur
- RV 427 Koncert D-dur
- RV 428 Koncert D-dur – "Il gardellino", relateret til RV 90.
- RV 429 Koncert D-dur
- RV 430 Koncert e-mol – relateret til RV 275a.
- RV 431 Koncert e-mol – ufuldendt
- RV 432 Koncert e-mol – ufuldendt, relateret til RV 484
- RV 433 Koncert F-dur – "La tempesta di mare", relateret til RV 98 og RV 570.
- RV 434 Koncert F-dur – relateret til RV 442.
- RV 435 Koncert G-dur – publiceret i Amsterdam af Le Cene (#544).
- RV 436 Koncert G-dur
- RV 437 Koncert G-dur – relateret til RV 101.
- RV 438 Koncert G-dur – relateret til RV 414.
- RV 439 Koncert g-mol – "La notte", relateret til RV 104.
- RV 440 Koncert a-mol

### To koncerter for fløjte, 2 violiner og generalbas
- RV 89 Koncert D-dur
- RV 102 Koncert G-dur

### Fem koncerter for fløjte, obo, violin, fagot, strygere og generalbas
- RV 88 Koncert C-dur
- RV 98 Koncert F-dur – relateret til RV 433 og RV 570; alle kompositioner som bærer titlen "La tempesta di mare".
- RV 99 Koncert F-dur – relateret til RV 571.
- RV 107 Koncert g-mol
- RV 570 Koncert F-dur – "Tempesta di mare", relateret til RV 98 og RV 433, violinsolo alene i første sats.

### Koncert for fløjte, violin og fagot eller 2 violiner, cello og generalbas
- RV 106 Konsert g-mol

### Tre koncerter for fløjte, violin, fagot, strygere og generalbas
- RV 91 Koncert D-dur
- RV 96 Koncert d-mol
- RV 100 Koncert F-dur

### Koncert for fløjte og 2 violiner, eller 3 violiner, fagot og generalbas
- RV 104 Koncert g-mol – relateret til RV 439, men bærer ikke titlen "La notte".

### Koncert for 2 fløjter, strygere og generalbas
- RV 533 Koncert C-dur

### Koncert for 2 fløjter, 2 oboer, violin, cello, cembalo, strygere og generalbas
- RV 572 Koncert F-dur – "Il Proteo o sia il mondo al rovescio". relateret til RV 544, ikke komplet.

### Koncert for 2 fløjter, 2 violiner, 2 fagotter, strygere og generalbas
- RV 751 Koncert D-dur – tabt

### To koncerter for 2 horn, strygere og generalbas
- RV 538 Koncert F-dur
- RV 539 Koncert F-dur

### Koncert for lut, 2 violiner og generalbas
- RV 93 Koncert D-dur

### Koncert for mandolin, strygere og generalbas
- RV 425 Koncert C-dur

### Koncert for 2 mandoliner, strygere og generalbas
- RV 532 Koncert G-dur

### 20 koncerter for obo, strygere og generalbas
- RV 446 Koncert C-dur
- RV 447 Koncert C-dur – relateret til RV 448 og RV 470.
- RV 448 Koncert C-dur – relateret til RV 447 og RV 470.
- RV 449 Koncert C-dur – oboversion af violinkoncerten RV 178.
- RV 450 Koncert C-dur – relateret til RV 471.
- RV 451 Koncert C-dur
- RV 452 Koncert C-dur
- RV 453 Koncert D-dur
- RV 454 Koncert d-mol – samme som violinkoncert RV 236 fra "Il cimento dell'armonia e dell'invensjone".
- RV 455 Koncert F-dur
- RV 456 Koncert F-dur
- RV 457 Koncert F-dur – relateret til RV 485.
- RV 458 Koncert F-dur
- RV 459 Koncert g-mol – ufuldendt
- RV 460 Koncert g-mol – relateret til RV 334.
- RV 461 Koncert a-mol
- RV 462 Koncert a-mol
- RV 463 Koncert a-mol – relateret til RV 500.
- RV 464 Koncert B-dur – af tvivlsom ægthed.
- RV 465 Koncert B-dur – af tvivlsom ægthed.

### Koncert for obo, fagot, strygere og generalbas
- RV 545 Konsert G-dur

### Tre koncerter for 2 oboer, strygere og generalbas
- RV 534 Koncert C-dur
- RV 535 Koncert d-mol
- RV 536 Koncert a-mol

### Koncert for 2 oboer, 2 trompeter, 2 fløjter, 2 violiner, fagot, strygere og generalbas
- RV 556 Koncert C-dur – "Per la solennita di San Lorenzo".

### Koncert for 2 oboer, 2 horn, 2 fagotter, strygere og generalbas
- RV 573 Koncert F-dur – tabt.

### To koncerter for blokfløjte, strygere og generalbas
- RV 441 Koncert c-mol
- RV 442 Koncert F-dur

### Koncert for fløjte, obo, fagot, strygere og generalbas
- RV 103 Koncert g-mol

### Tre koncerter for fløjte, obo, violin, fagot og generalbas
- RV 94 Koncert D-dur
- RV 101 Koncert G-dur – relateret til RV 437.
- RV 105 Koncert g-mol

### Koncert for fløjte, obo, violin, eller 3 violiner, fagot og generalbas
- RV 95 Koncert D-dur – "La pastorella".

### Koncert for fløjte, obo, 2 violiner generalbas
- RV 87 Koncert C-dur

### Koncert for fløjte, violin, fagot eller cello og generalbas
- RV 92 Koncert D-dur

### Koncert for fløjte, 2 violiner generalbas
- RV 108 Koncert a-mol

### Koncert for 2 trompeter, strygere og generalbas
- RV 537 Koncert C-dur

### Syv koncerter for viola d'amore, strygere og generalbas
- RV 392 Koncert D-dur
- RV 393 Koncert d-mol
- RV 394 Koncert d-mol
- RV 395 Koncert d-mol
- RV 395a Koncert d-mol
- RV 396 Koncert A-dur – relateret til RV 744.
- RV 397 Koncert a-mol

### Koncert for viola d'amore, lut, strygere og generalbas
- RV 540 Koncert d-mol

### Koncert for viola, 2 horn, 2 oboer, fagot, strygere og generalbas
- RV 97 Koncert F-dur

### 253 koncerter for violin, strygere og generalbas
- RV 170 Koncert C-dur
- RV 171 Koncert C-dur
- RV 172 Koncert C-dur – dedikeret til Pisendel.
- RV 172a Koncert C-dur – relateret til RV 172, af tvivlsom ægthed og ikke komplet.
- RV 173 Koncert C-dur
- RV 174 Koncert C-dur – tabt
- RV 175 Koncert C-dur
- RV 176 Koncert C-dur
- RV 177 Koncert C-dur
- RV 178 Koncert C-dur – "Il cimento dell'armonia e dell'invensjone". Findes også som obokoncert RV 449.
- RV 179 Koncert C-dur – relateret til RV 581.
- RV 179a Koncert C-dur – tredje sats stammer fra RV 179, ufuldendt
- RV 180 Koncert C-dur – "Il piacere" fra "Il cimento dell'armonia e dell'invensjone".
- RV 181 Koncert C-dur
- RV 181a Koncert C-dur – "La cetra", to satser fra RV 181, en sats fra RV 183.
- RV 182 Koncert C-dur
- RV 183 Koncert C-dur
- RV 184 Koncert C-dur
- RV 185 Koncert C-dur – "La stravaganza".
- RV 186 Koncert C-dur
- RV 187 Koncert C-dur
- RV 188 Koncert C-dur
- RV 189 Koncert C-dur
- RV 190 Koncert C-dur
- RV 191 Koncert C-dur
- RV 193 Koncert C-dur – tabt
- RV 194 Koncert C-dur
- RV 195 Koncert C-dur – Roger #417.
- RV 196 Koncert c-mol – "La stravaganza".
- RV 197 Koncert c-mol
- RV 198 Koncert c-mol
- RV 198a Koncert c-mol – "La cetra".
- RV 199 Koncert c-mol – "Il sospetto"
- RV 200 Koncert c-mol – tabt
- RV 201 Koncert c-mol
- RV 202 Koncert c-mol
- RV 203 Koncert D-dur
- RV 204 Koncert D-dur – "La stravaganza".
- RV 205 Koncert D-dur – dedikeret til Pisendel.
- RV 206 Koncert D-dur
- RV 207 Koncert D-dur
- RV 208 Koncert D-dur – "Grosso Mogul", transskriberet af Bach, BWV 594.
- RV 208a Koncert D-dur
- RV 209 Koncert D-dur
- RV 210 Koncert D-dur – "Il cimento dell'armonia e dell'invensjone".
- RV 211 Koncert D-dur
- RV 212 Koncert D-dur – "fatto per la Solennita della S. Lingua di S. Antonio in Padua".
- RV 212a Koncert D-dur
- RV 213 Koncert D-dur
- RV 213a Koncert D-dur – stammer fra tredje sats fra RV 213, ufuldendt
- RV 214 Koncert D-dur
- RV 215 Koncert D-dur
- RV 216 Koncert D-dur
- RV 217 Koncert D-dur
- RV 218 Koncert D-dur
- RV 219 Koncert D-dur
- RV 220 Koncert D-dur – Roger #432/433.
- RV 221 Koncert D-dur – "fiolino in tromba".
- RV 222 Koncert D-dur
- RV 223 Koncert D-dur – relateret til RV 263a og RV 762.
- RV 224 Koncert D-dur
- RV 224a Koncert D-dur – anden sats stammer fra RV 224.
- RV 225 Koncert D-dur
- RV 226 Koncert D-dur
- RV 227 Koncert D-dur
- RV 228 Koncert D-dur
- RV 229 Koncert D-dur
- RV 230 Koncert D-dur – "L'estro armonico". Bach BWV 972.
- RV 231 Koncert D-dur
- RV 232 Koncert D-dur
- RV 233 Koncert D-dur
- RV 234 Koncert D-dur – "L'inquietudine".
- RV 235 Koncert d-mol
- RV 236 Koncert d-mol – "Il cimento dell'armonia e dell'invensjone". findes også som en obokoncert RV 454.
- RV 237 Koncert d-mol – dedikeret til Pisendel.
- RV 238 Koncert d-mol – "La cetra".
- RV 239 Koncert d-mol
- RV 240 Koncert d-mol
- RV 241 Koncert d-mol
- RV 242 Koncert d-mol – "Per Pisendel" fra "Il cimento dell'armonia e dell'invensjone".
- RV 243 Koncert d-mol – "con fiolino senza cantin", for violin uden E-streng.
- RV 244 Koncert d-mol
- RV 245 Koncert d-mol
- RV 246 Koncert d-mol
- RV 247 Koncert d-mol
- RV 248 Koncert d-mol
- RV 249 Koncert d-mol – "La stravaganza".
- RV 250 Koncert B-dur
- RV 251 Koncert B-dur
- RV 252 Koncert B-dur
- RV 253 Koncert Es-dur – "La tempesta di mare" fra "Il cimento dell'armonia e dell'invensjone".
- RV 254 Koncert B-dur
- RV 255 Koncert B-dur – tabt
- RV 256 Koncert B-dur – "Il ritiro"
- RV 257 Koncert B-dur
- RV 258 Koncert B-dur
- RV 259 Koncert B-dur
- RV 260 Koncert B-dur
- RV 261 Koncert B-dur
- RV 262 Koncert B-dur
- RV 263 Koncert E-dur
- RV 263a Koncert E-dur – "La cetra".
- RV 264 Koncert E-dur
- RV 265 Koncert E-dur – "L'estro armonico". Bach BWV 976.
- RV 266 Koncert E-dur
- RV 267 Koncert E-dur
- RV 268 Koncert E-dur
- RV 269 Koncert E-dur – "Spring" fra "Il cimento dell'armonia e dell'invensjone".
- RV 270 Koncert E-dur – "Il ruposo – Per il Santissimo Natale".
- RV 270a Koncert E-dur – anderledes 2 moment fra RV 270; ufuldendt
- RV 271 Koncert E-dur – "L'amoroso".
- RV 272 Koncert e-mol – Af J.A. Hasse; fjernet fra listen og flyttet til Anh. 64 og 64a.
- RV 273 Koncert e-mol
- RV 274 Koncert e-mol
- RV 275 Koncert e-mol – Roger #432/433.
- RV 275a Koncert e-mol – relateret til RV 430
- RV 276 Koncert e-mol – Roger #188.
- RV 277 Koncert e-mol – "Il favorito".
- RV 278 Koncert e-mol
- RV 279 Koncert e-mol – "La stravaganza".
- RV 280 Koncert e-mol
- RV 281 Koncert e-mol
- RV 282 Koncert F-dur
- RV 283 Koncert F-dur
- RV 284 Koncert F-dur – "La stravaganza".
- RV 285 Koncert F-dur
- RV 285a Koncert F-dur
- RV 286 Koncert F-dur – "Per la solennita di S. Lorenzo".
- RV 287 Koncert F-dur
- RV 288 Koncert F-dur
- RV 289 Koncert F-dur
- RV 290 Koncert F-dur – tabt.
- RV 291 Koncert F-dur – Walsh #6 af hans Op. 4.
- RV 292 Koncert F-dur
- RV 293 Koncert F-dur – "Höst" fra "Il cimento dell'armonia e dell'invensjone".
- RV 294 Koncert F-dur – "Il ritiro".
- RV 294a Koncert F-dur
- RV 295 Koncert F-dur
- RV 296 Koncert F-dur
- RV 297 Koncert f-mol – "Vikker" fra "Il cimento dell'armonia e dell'invensjone".
- RV 298 Koncert G-dur – "La stravaganza".
- RV 299 Koncert G-dur – Bach BWV 973.
- RV 300 Koncert G-dur – "La cetra".
- RV 301 Koncert G-dur – "La stravaganza".
- RV 302 Koncert G-dur
- RV 303 Koncert G-dur
- RV 304 Koncert G-dur – tabt.
- RV 305 Koncert G-dur – tabt.
- RV 306 Koncert G-dur
- RV 307 Koncert G-dur
- RV 308 Koncert G-dur
- RV 309 Koncert G-dur – "Il mare tempestoso"; tabt.
- RV 310 Koncert G-dur – "L'estro armonico". Bach BWV 978.
- RV 311 Koncert G-dur – "fiolino in tromba".
- RV 312 Koncert G-dur
- RV 313 Koncert G-dur – "fiolino in tromba".
- RV 314 Koncert G-dur – dedikeret til Pisendel.
- RV 314a Koncert G-dur
- RV 315 Koncert g-mol – "Sommer" fra "Il cimento dell'armonia e dell'invensjone".
- RV 316 Koncert g-mol – tabt; Bach BWV 975.
- RV 316a Koncert g-mol – "La stravaganza".
- RV 317 Koncert g-mol
- RV 318 Koncert g-mol
- RV 319 Koncert g-mol
- RV 320 Koncert g-mol – ufuldendt
- RV 321 Koncert g-mol
- RV 322 Koncert g-mol – ufuldendt
- RV 323 Koncert g-mol
- RV 324 Koncert g-mol
- RV 325 Koncert g-mol
- RV 326 Koncert g-mol
- RV 327 Koncert g-mol
- RV 328 Koncert g-mol
- RV 329 Koncert g-mol
- RV 330 Koncert g-mol
- RV 331 Koncert g-mol
- RV 332 Koncert g-mol – "Il cimento dell'armonia e dell'invensjone".
- RV 333 Koncert g-mol
- RV 334 Koncert g-mol – "La cetra", relateret til RV 460.
- RV 335 Koncert A-dur – Walsh #435; relateret til RV 518, men af tvivlsom ægthed.
- RV 335a Koncert A-dur – "Il rosegnuolo" anden sats skiller sig fra RV 335.
- RV 336 Koncert A-dur
- RV 337 Koncert A-dur – tabt.
- RV 338 Koncert A-dur – Walsh #454 tilskrevet J. Meck flyttet til Anh. 65.
- RV 339 Koncert A-dur
- RV 340 Koncert A-dur
- RV 341 Koncert A-dur
- RV 342 Koncert A-dur
- RV 343 Koncert A-dur – Scordatura fiolin.
- RV 344 Koncert A-dur
- RV 345 Koncert A-dur – "La cetra".
- RV 346 Koncert A-dur
- RV 347 Koncert A-dur – "La stravaganza".
- RV 348 Koncert A-dur – "La cetra". Scordatura for violin.
- RV 349 Koncert A-dur
- RV 350 Koncert A-dur
- RV 351 Koncert A-dur – tabt.
- RV 352 Koncert A-dur
- RV 353 Koncert A-dur
- RV 354 Koncert a-mol
- RV 355 Koncert a-mol – af tvivlsom ægthed
- RV 356 Koncert a-mol – "L'estro armonico".
- RV 357 Koncert a-mol – "La stravaganza".
- RV 358 Koncert a-mol – "La cetra".
- RV 359 Koncert B-dur – "La cetra".
- RV 360 Koncert B-dur – ufuldendt
- RV 361 Koncert B-dur
- RV 362 Koncert B-dur – "La caccia" fra "Il cimento dell'armonia e dell'invensjone".
- RV 363 Koncert B-dur – "Il cornetto da posta".
- RV 364 Koncert B-dur – Roger #432/433.
- RV 364a Koncert B-dur – anden sats skiller sig fra RV 364
- RV 365 Koncert B-dur
- RV 366 Koncert B-dur – "Il Carbonelli".
- RV 367 Koncert B-dur
- RV 368 Koncert B-dur
- RV 369 Koncert B-dur
- RV 370 Koncert B-dur
- RV 371 Koncert B-dur
- RV 372 Koncert B-dur
- RV 373 Koncert B-dur
- RV 374 Koncert B-dur
- RV 375 Koncert B-dur
- RV 376 Koncert B-dur
- RV 377 Koncert B-dur
- RV 378 Koncert B-dur – ufuldendt
- RV 379 Koncert B-dur
- RV 380 Koncert B-dur
- RV 381 Koncert B-dur – relateret til RV 528 og RV 383a; Bach BWV 980.
- RV 382 Koncert B-dur
- RV 383 Koncert B-dur
- RV 383a Koncert B-dur – "La stravaganza". relateret til RV 381 og
- RV 528. 2nd og 3rd moment nærmere – relateret til RV 383.
- RV 384 Koncert h-mol
- RV 385 Koncert h-mol
- RV 386 Koncert h-mol
- RV 387 Koncert h-mol
- RV 388 Koncert h-mol
- RV 389 Koncert h-mol
- RV 390 Koncert h-mol
- RV 391 Koncert h-mol – "La cetra". .
- RV 742 Koncert D-dur – fragment.
- RV 743 Koncert f-mol - tabt.
- RV 744 Koncert A-dur – fragment, kun første og anden sats
- RV 745 Koncert B-dur – fragment; kun tredje sats.
- RV 752 Koncert D-dur - tabt.
- RV 761 Koncert c-mol – relateret til RV 201.
- RV 762 Koncert E-dur – relateret til RV 223.
- RV 763 Koncert A-dur – "L'ottavina", relateret til RV 353.
- RV 768 Koncert A-dur – relateret til RV 396.
- RV 769 Koncert d-mol – relateret til RV 393.
- RV 770 Koncert d-mol – relateret til RV 395.
- RV 771 Koncert c-mol – ufuldendt
- RV 772 Koncert D-dur – ufuldendt
- RV 773 Koncert F-dur – ufuldendt

### Tre koncerter for violin, dobbelt strygeorkester og generalbas
- RV 581 Koncert C-dur – "Per la S.S. Assuzione di Maria Vergine". relateret til RV 179.
- RV 582 Koncert D-dur – "Per la S.S. Assuzione di Maria Vergine".
- RV 583 Koncert B-dur Scordatura violin.

### Koncert for violin, cello all'Inglese, strygere og generalbas
- RV 546 Koncert A-dur

### To koncerter for violin, cello, strygere og generalbas
- RV 544 Koncert F-dur – "Il proteo o sia il mondo al rovescio", relateret til RV 572.
- RV 547 Koncert B-dur

### Koncert for violin, 2 celloer, strygere og generalbas
- RV 561 Koncert C-dur

### To koncerter for violin, obo, strygere og generalbas
- RV 543 Koncert F-dur – relateret til RV 139.
- RV 548 Koncert B-dur

### Koncert for violin, obo, 2 fløjter, 2 oboer, fagot, strygere og generalbas
- RV 576 Koncert g-mol – dedikeret til prinsen af Sachsen.

### Koncert for violin, obo,chalumeau, 3 viole all'Inglese, strygere og generalbas
- RV 579 Koncert B-dur – "Koncert funebre"

### Koncert for violin, 2 oboer, strygere og generalbas
- RV 563 Koncert D-dur

### Koncert for violin, 2 oboer, 2 horn, fagot, cello, strygere og generalbas
- RV 569 Konsert F-dur – cello alene i tredje sats.

### Koncert for violin, 2 oboer, 2 horn, fagot, strygere og generalbas
- RV 568 Koncert F-dur

### Koncert for violin, 2 oboer, 2 horn, cello, fagot, strygere og generalbas
- RV 571 Koncert F-dur – relatert til RV 99.

### Koncert for violin, 2 oboer, 2 horn, strygere og generalbas
- RV 562 Konsert D-dur

### Koncert for violin, 2 oboer, 2 horn, timpani, strygere og generalbas
- RV 562a Konsert D-dur – andre sats stammer fra RV 562.

### Koncert for violin, 2 oboer, 2 fløjter, fagot, strygere og generalbas
- RV 577 Konsert g-mol – for orkesteret i Dresden.

### Fire koncerter for violin, orgel, strygere og generalbas
- RV 541 Koncert d-mol
- RV 542 Koncert F-dur
- RV 766 Koncert c-mol – relateret til RV 510.
- RV 767 Koncert F-dur – relateret til RV 765.

### Koncert for violin, orgel (eller violin), cello, strygere og generalbas
- RV 554a Koncert C-dur – samme som RV 554 men cello i stedet for obo.

### Koncert for violin, orgel (eller violin), obo, strygere og generalbas
- RV 554 Koncert C-dur

### Koncert for violin, 2 trombone da caccia, 2 oboer, fagot, strygere og generalbas
- RV 574 Konsert F-dur – dedikert til Pisendel.

### 28 koncerter for 2 violiner, strygere og generalbas
- RV 505 Koncert C-dur
- RV 506 Koncert C-dur
- RV 507 Koncert C-dur
- RV 508 Koncert C-dur
- RV 509 Koncert c-mol
- RV 510 Koncert c-mol
- RV 511 Koncert D-dur
- RV 512 Koncert D-dur
- RV 513 Koncert D-dur – Witvogel #48.
- RV 514 Koncert d-mol
- RV 515 Koncert Es-dur
- RV 516 Koncert G-dur
- RV 517 Koncert g-mol
- RV 518 Koncert A-dur – relateret til RV 355.
- RV 519 Koncert A-dur – "L'estro armonico".
- RV 520 Koncert A-dur – ufuldendt
- RV 521 Koncert A-dur
- RV 522 Koncert a-mol – "L'estro armonico". Bach BWV 593.
- RV 523 Koncert a-mol
- RV 524 Koncert B-dur
- RV 525 Koncert B-dur
- RV 526 Koncert B-dur – ufuldendt
- RV 527 Koncert B-dur
- RV 528 Koncert B-dur – relateret til RV 381 og RV 383a.
- RV 529 Koncert B-dur
- RV 530 Koncert B-dur – "La cetra".
- RV 764 Koncert B-dur – relateret til RV 548.
- RV 765 Koncert F-dur – relateret til RV 767 og RV 515.

### To koncerter for 2 violiner, cello, strygere og generalbas
- RV 565 Koncert d-mol – "L'estro armonico". Bach BWV 596.
- RV 578 Koncert g-mol – "L'estro armonico".

### To koncerter for 2 violiner, 2 celloer, strygere og generalbas
- RV 564 Koncert D-dur
- RV 575 Koncert G-dur

### Koncert for 2 violiner, 2 oboer eller fagotter, 2 fløjter, strygere og generalbas
- RV 557 Koncert C-dur

### Koncert for 2 fioliner, 2 oboer, fagot, strygere og generalbas
- RV 564a Koncert D-dur – anonym version af RV 564.

### Koncert for 2 violiner, 2 orgel, dobbelt strygeorkester og generalbas
- RV 584 Koncert F-dur – ufuldendt

### Koncert for 2 violiner, 2 fløjter, 2 oboer, fagot, strygere og generalbas
- RV 566 Koncert d-mol

### Koncert for 2 violiner in tromba marina, 2 fløjter, 2 trompeter, 2 mandoliner, 2chalumeaux, 2 teorber, cello, strygere og generalbas
- RV 558 Koncert C-dur – "com molto stromenti".

### Koncert for 3 violiner, strygere og generalbas
- RV 551 Koncert F-dur

### Koncert for 3 violiner og cello eller fløjte, obo, violin og fagot
- B-dur

- RV 90 Koncert D-dur – relateret til RV 428; men titel "Il gardellino".

### Koncert for 3 violiner, obo, 2 fløjter, 2 viole all'Inglese,chalumeau, 2 celloer, 2 cembali, 2 trompeter, strygere og generalbas
- RV 555 Koncert C-dur – 2 trompeter i tredje sats alene.

### Tre koncerter for 4 violiner, strygere og generalbas
- RV 549 Koncert D-dur – "L'estro armonico".
- RV 550 Koncert e-mol – "L'estro armonico".
- RV 553 Koncert B-dur

### Koncert for fiolin (echo), 3 violiner, strygere og generalbas
- RV 552 Koncert A-dur

### To koncerter for 4 violiner, cello, strygere og generalbas
- RV 567 Koncert F-dur – "L'estro armonico".
- RV 580 Koncert h-mol – "L'estro armonico". Bach BWV 1065.

### Koncert for 4 violiner, 4 fløjter, 3 celloer, orgel, dobbelt strygeorkester og generalbas
- RV 585 Koncert A-dur

## Operaer
Operaer sorteret efter kompositionsår.
- Ottone in villa (1713)
- Orlando finto pazzo (1714)
- Arsilda regina di Ponto (1715)
- L'incoronazione di Dario (1716)
- Scanderbeg (1718)
- Il Teuzzone (1719)
- Tito Manlio (1719)
- La verità in cimento (1720)
- Ercole sul Termodonte (1723)
- Il Giustino (1724)
- Dorilla in Tempe (1726)
- Farnace (1727)
- Orlando furioso (1727)
- Rosilena ed Oronta (1728)
- La fida ninfa (1732)
- Motezuma (1733)
- L'Olimpiade (1734)
- Bajazet (Tamerlano) (1735)
- Griselda (1735)
- Catone in Utica (1737)
- Rosmira fedele (1738)

## Symfonier

### 17 symfonier for strygere og generalbas
- RV 111a Symfoni C-dur – anden sats fra RV 111 og relateret til symfoni fra operan "Il Giustino" RV 717.
- RV 112 Symfoni C-dur
- RV 116 Symfoni C-dur
- RV 122 Symfoni D-dur
- RV 125 Symfoni D-dur – ufuldendt
- RV 131 Symfoni E-dur
- RV 132 Symfoni E-dur – ikke autentisk.
- RV 135 Symfoni F-dur
- RV 137 Symfoni F-dur
- RV 140 Symfoni F-dur
- RV 146 Symfoni G-dur
- RV 147 Symfoni G-dur
- RV 148 Symfoni G-dur – senere flyttet til Anh. 68 af Ryom.
- RV 149 Symfoni G-dur
- RV 162 Symfoni B-dur
- RV 168 Symfoni h-mol
- RV 169 Symfoni h-mol

### To symfonier for violin, strygere og generalbas
- RV 192 Symfoni C-dur
- RV 192a Symfoni C-dur – ufuldendt

### Symfoni for ukendt instrumentation
- RV 741 Symfoni C-dur – tabt.

## Sonater

### Sonate for strygere og generalbas
- RV 130 sonate Es-dur "Santo Sepolcro".

### Ti sonater for cello og generalbas
- RV 38 sonate d-mol – tabt.
- RV 39 sonate Es-dur
- RV 40 sonate e-mol
- RV 41 sonate F-dur
- RV 42 sonate g-mol
- RV 43 sonate A-dur
- RV 44 sonate a-mol
- RV 45 sonate B-dur
- RV 46 sonate B-dur
- RV 47 sonate B-dur

### Fire sonater for fløjte og generalbas
- RV 48 sonate C-dur
- RV 49 sonate d-mol
- RV 50 sonate e-mol
- RV 51 sonate g-mol

### Sonate for fløjte, violin og generalbas
- RV 84 sonate D-dur

### Seks sonater for musette, vielle, fløjte (blokfløjte), obo eller violin og generalbas (ikke autentisk)
- RV 54 sonate C-dur – "Il pastor fido".
- RV 55 sonate C-dur – "Il pastor fido".
- RV 56 sonate C-dur – "Il pastor fido".
- RV 57 sonate G-dur – "Il pastor fido".
- RV 58 sonate g-mol – "Il pastor fido".
- RV 59 sonate A-dur – "Il pastor fido".

### Sonate for obo og generalbas
- RV 53 sonate c-mol

### Sonate for 2 oboer og generalbas
- RV 81 sonate g-mol

### Sonate for fløjte(?) og generalbas
- RV 52 sonate F-dur

### Sonate for 2 fløjter og generalbas
- RV 80 sonate G-dur

### 42 sonater for violin og generalbas
- RV 1 sonate A-dur
- RV 2 sonate C-dur – relateret til anden og fjerde sats i RV 4.
- RV 3 sonate C-dur
- RV 4 sonate C-dur – ufuldendt, relateret til RV 2.
- RV 5 sonate c-mol
- RV 6 sonate c-mol – dedikeret til Pisendel.
- RV 7 sonate c-mol – ufuldendt
- RV 7a sonate
- RV 8 sonate c-mol
- RV 9 sonate D-dur
- RV 10 sonate D-dur
- RV 11 sonate D-dur – ufuldendt
- RV 12 sonate d-mol
- RV 13 sonate d-mol – ikke autentisk.
- RV 14 sonate d-mol
- RV 15 sonate d-mol
- RV 16 sonate e-mol
- RV 17 sonate e-mol – ufuldendt, relateret til RV 17a i Manchester.
- RV 17a sonate e-mol – komplet version af RV 17
- RV 20 sonate F-dur
- RV 21 sonate f-mol
- RV 22 sonate G-dur
- RV 23 sonate G-dur
- RV 24 sonate G-dur – ikke autentisk
- RV 25 sonate G-dur
- RV 26 sonate g-mol
- RV 27 sonate g-mol
- RV 28 sonate g-mol
- RV 29 sonate A-dur
- RV 31 sonate A-dur
- RV 32 sonate a-mol
- RV 34 sonate B-dur
- RV 36 sonate h-mol
- RV 37 sonate h-mol – ufuldendt
- RV 754 sonate C-dur – relateret til RV 4.
- RV 755 sonate D-dur – relateret til RV 11.
- RV 756 sonate Es-dur
- RV 757 sonate g-mol – relateret til RV 28.
- RV 758 sonate A-dur – relateret til RV 746 og RV 29.
- RV 759 sonate B-dur – relateret til RV 34.
- RV 760 sonate h-mol – relateret til RV 37.
- RV 776 sonate G-dur

### Sonate for violin, cello og generalbas
- RV 83 sonate c-mol

### Sonate for violin, obo,obligatorgel,chalumeauad liboggeneralbas
- RV 779 sonate C-dur

### 25 sonater for 2 violiner og generalbas
- RV 18 sonate F-dur
- RV 19 sonate F-dur – dedikeret til Pisendel.
- RV 30 sonate A-dur
- RV 33 sonate B-dur
- RV 35 sonate h-mol
- RV 60 sonate C-dur
- RV 61 sonate C-dur
- RV 62 sonate D-dur
- RV 63 sonate d-mol – baseret på variationer på "La Folia"
- RV 64 sonate d-mol
- RV 65 sonate Es-dur
- RV 66 sonate E-dur
- RV 67 sonate e-mol
- RV 68 sonate F-dur
- RV 69 sonate F-dur
- RV 70 sonate F-dur
- RV 71 sonate g-mol
- RV 72 sonate g-mol
- RV 73 sonate g-mol
- RV 74 sonate g-mol
- RV 75 sonate A-dur
- RV 76 sonate B-dur
- RV 77 sonate g-mol
- RV 78 sonate B-dur
- RV 79 sonate h-mol

### Triosonate for blokfløjte, fagot og generalbas
- RV 86 Triosonate a-mol

### To triosonater for violin, lut og generalbas
- RV 82 Triosonate C-dur
- RV 85 Triosonate g-mol

## Sakral musik
- Missa Sacrum, RV 586 (af tvivlsom ægthed)
- Kyrie, RV 587
- Gloria, RV 588
- Gloria, RV 589
- Gloria, RV 590 (tabt)
- Credo, RV 591
- Credo, RV 592 (af tvivlsom ægthed)
- Domine ad adiuvandum me, RV 593
- Dixit Dominus, RV 594
- Dixit Dominus, RV 595 ("di Praga")
- Confetibor, tibi Domine, RV 596
- Beatus vir, RV 597
- Beatus vir, RV 598
- Beatus vir, RV 599 (tabt)
- Laudate pueri Dominum, RV 600
- Laudate pueri Dominum, RV 601
- Laudate pueri Dominum, RV 602
- Laudate pueri Dominum, RV 603
- In exitu Israel, RV 604
- Credidi propter quod, RV 605 (nu RV Anh. 35b)
- Laudate Dominum, RV 606
- Laetatus sum, RV 607
- Nisi Dominus, RV 608
- Lauda Jerusalem, RV 609
- Magnificat, RV 610/610a/610b/611
- Deus Tuorum Militum, RV 612
- Gaude Mater Ecclesia, RV 613
- Laudate Dominum, RV 614 (af tvivlsom ægthed)
- Regina coeli, RV 615 (ufullent)
- Salve Regina, RV 616
- Salve Regina, RV 617
- Salve Regina, RV 618
- Salve Regina, RV 619 (tabt)
- Sanctorum Meritis, RV 620
- Stabat Mater, RV 621
- Te Deum, RV 622 (tabt)
- Canta in Prato, Ride in Monte, RV 623 – må ikke forveksles med RV 636, som er "Canta in Prato, Ride in Fonte"
- Carae Rosae Respirate, RV 624 – ufuldendt uden rekonstruktion af den forekommende anden violin- og violastemme
- Clarae, Stellae, RV 625
- In Furore Iustissimae Irae, RV 626
- In Turbate Mare, RV 627
- Invicti Bellate, RV 628 (ufuldendt, men rekonstrueret og indspillet af Academia Montis Regalis)
- Longe Mala, Umbrae, Terrores, RV 629 – må ikke forveksles med RV 640, som er en lignende motet med samme tekst, men for et andet formål.
- Nulla in Mundo Pax Sincera, RV 630
- O Qui Coeli Terraque Serenitas, RV 631
- Sum in Medio Tempestatum, RV 632
- Vestro Principi Divino, RV 633
- Vos Aurae per Montes, RV 634
- Introduzione al Dixit (RV 595) "Ascende Laeta," RV 635
- Introduzione al Dixit (RV 594?) "Canta in Prato, Ride in Fonte," RV 636 – må ikke forveksles med RV 623, som er "Canta in Prato, Ride in Monte"
- Introduzione ad un Gloria "Cur sagittas," RV 637 – det værk som skulle følge denne introduktion er med stor sandsynlighed et Gloria in B? (RV 590), som antagelig er tabt
- Introduzione al Miserere "Filiae Maestae Jerusalem," RV 638
- Introduzione al Gloria (RV 588) "Jubilate o amoeni chori," RV 639 – Introduktionsmotet som har tre satser indføjede i Gloria (RV 588).
- Introduzione al Gloria (RV 589) "Longe Mala, Umbrae, Terrores," RV 640 —
- Introduzione al Miserere "Non in pratis," RV 641
- Introduzione al Gloria (RV 589) "Ostro Picta," RV 642
- Oratorio Moyses Deus Pharaonis, RV 643 (tabt)
- Oratorio Juditha triumphans, RV 644
- Oratorio L'adorazione delli tre re magi al bambino Gesu, RV 645 (tabt)
- Confetibor, tibi domine, RV 789 – manuskript fundet i skadet stand
- Beatus Vir, RV 795
- Magnificat, RV 797 (tabt)
- Nisi Dominus, RV 803
- Salve Regina, RV 804 (tabt)
- Dixit Dominus, RV 807